# Перепелицын, Олег Николаевич
Олег Николаевич Перепелицын (3 августа 1969, Камышин, Волгоградская область, СССР) — российский футболист, играл на позиции защитника и полузащитника.

## Карьера
Воспитанник СДЮСШОР-2 (Камышин) и ШИСП (Ставрополь). Профессиональную карьеру начинал в 1986 году в «Локомотиве» Минеральные Воды. В 1990 году перешёл в камышинский «Текстильщик». 22 апреля 1992 года в домашнем матче 4-го тура против московского «Локомотива», выйдя на 87-й минуте на замену Валерию Смолькову, дебютировал в высшей лиге. Летом 1992 года перешёл в другой камышинский клуб — «Авангард». Далее играл за «Содовик» и саратовский «Салют». Профессиональную карьеру завершил в 2000 году в клубе «Хопёр». С 2002 по 2003 годы выступал за любительский клуб «Нефтяник» (Жирновск).